# Доњи Штрбци
Доњи Штрбци су насељено мјесто у општини Доњи Лапац, Република Хрватска. У географско-историјском смислу припадају сјеверозападној Босни.

## Географија
Доњи Штрбци су удаљени око 17 км сјеверно од Доњег Лапца.

## Историја
Доњи Штрбци су се до краја Другог светског рата налазили у саставу Босне и Херцеговине. Формирањем федералних јединица извршена је мања размена територија између Босне и Херцеговине и Хрватске. Хрватској је припало неколико села у сјеверозападној Босни, а Босни и Херцеговини неколико личких села у подножју планине Пљешевице, западно од Бихаћа. Доњи Штрбци су се од распада Југославије до августа 1995. године налазили у Републици Српској Крајини.

## Становништво
Доњи Штрбци су се од пописа становништва 1961. до августа 1995. налазили у саставу некадашње општине Доњи Лапац. Према попису становништва из 2011. године, насеље Доњи Штрбци је имало 14 становника. До 1931. исказивано је под именом Штрбци, 1948. године је исказано под именом Босански Штрбци, а од 1958. надаље припајањем Хрватској, Доњи Штрбци.
| Националност       | 1991. | 1981. | 1971. | 1961. |
| Срби               | 47    | 97    | 148   | 223   |
| Југословени        | 3     | 2     |       |       |
| Хрвати             |       |       |       | 2     |
| остали и непознато |       |       | 1     |       |
| Укупно             | 50    | 99    | 149   | 225   |

| Демографија | Демографија | Демографија |
| Година      | Становника  | Становника  |
| ----------- | ----------- | ----------- |
| 1961.       | 225         |             |
| 1971.       | 149         |             |
| 1981.       | 99          |             |
| 1991.       | 50          |             |
| 2001.       | 25          |             |
| 2011.       |             | 14          |